# 岡山県自然保護センター
岡山県自然保護センター（おかやまけんしぜんほごセンター）とは、岡山県の和気町（わけちょう）に造られた自然保護・自然学習施設である。

## 概要
吉井川中流県立自然公園の中に開設された。約100ヘクタールの敷地に、センター棟、タンチョウ飼育施設、日本屈指の規模の人工湿原などの自然観察のための各種のフィールド施設が整備され、四季を通じて多種多様な生き物が観察できる。日本の特別天然記念物であるタンチョウ（丹頂鶴）を飼育し、タンチョウの飼育頭数は日本一である。タンチョウの野生復帰をも視野に入れ、放鳥訓練などを行い、日本屈指の保護・増殖技術を有している。

## 施設
この地域の気候は温暖で平均気温13.4℃であり、年間降水量は少なめで1,200ミリとなっている。
自然保護センターは、1991年11月1日、岡山県の旧佐伯町（さえきちょう）（現・和気町）に設置された自然保護・自然学習施設である。場所は、吉井川中流県立自然公園の一角の、山に囲まれた盆地状の地形 にある里山である。センター棟のある平坦地の標高は200メートル、取り囲む山の最高点は鳥ケ佐古山の312メートルである。約100ヘクタール の敷地内に大きな池が二つあり、敷地の多くがアカマツ林となっている。
自然保護センターは丹頂鶴（タンチョウ）の飼育が知られるが、それ以外にも様々な自然観察・自然体験が行える。
また、市民に向けて自然観察会などの普及啓発を行い、自然保護に関する指導者やボランティアなどの人材育成、自然に関する調査研究なども行う。

### センター棟
センター棟は、自然観察等の情報提供の場である。
自然に関する研修、研究、情報の収集・提供などの役割を有し、岡山県内の自然や、自然観察の方法、動植物などの生き物の情報などを、ビデオやマルチスライド、パソコンなどの映像や標本などで紹介している。建物は「展示室」、「実習室」や「研修室」、「図書室」、「収蔵庫」などで構成される。

### タンチョウ飼育施設
タンチョウ飼育施設には、日本の特別天然記念物であるタンチョウ（丹頂鶴、Grus japonensis）を育て保護する目的がある。1991年の自然保護センター設立時からタンチョウを飼育し、単独のタンチョウ飼育施設としては日本一の飼育頭数となっており、ピーク時には50羽程度を飼育する。自然保護センターはタンチョウの野生復帰をも視野に入れ、放鳥などの訓練を行う。また、北海道系統のタンチョウの分散保護の役割も担う。岡山県自然環境課は自然保護センターについて、タンチョウ飼育に先駆的な技術を有し、自然保護センターの研究成果は研究者の間で高く評価され、センターが有するタンチョウ保護・増殖技術は「全国屈指」と紹介している。
タンチョウ飼育施設 (Crane breeding center) は、タンチョウ飼育ケージと、天井の無い放飼場や3か所の野外放飼場、及び管理棟とで構成されている。タンチョウ飼育ケージはフェンスやネットで24に部屋割りされ、それぞれのスペースには池と流れと植え込みが配置されている。天井の無い放飼場や野外放飼場はタンチョウを訓練させるためで、飛翔訓練やその帰巣のために用いられる。

### フィールド施設
自然保護センターには、自然観察のための各種のフィールド施設が整備され、多種多様な生き物が観察できる。
フィールド施設は、「湿生植物園」、「虫の原っぱ」や「昆虫の森」、「自然観察の森」や「野鳥の森」、「野草園」や「水生植物園」などに区分けされ、これらは総延長約6キロメートルの遊歩道で連絡されている。またモデルコースも用意され、最長のコースは所要時間3-5時間程度となっている。

#### 湿生植物園
「湿生植物園」は、人工的に造成されたエリアである。ゴルフ場開発で消失した湿地の植物の一部を保管しておき、造園の際に移植した。人工的に作った湿地としては日本屈指の規模となっており、約0.8haの面積を有する。
木道を歩いて湿原の植物と昆虫とが観察でき、ハッチョウトンボ、イトトンボの仲間、サギソウ、トキソウ、サワギキョウ、キセルアザミ、クサレダマ（草連玉）、モウセンゴケ（食虫植物）他の生き物が観察される。
湿生植物園は西の谷と東の谷とがあり、その湿原植生の造成工事は両谷で違うものになった。
西の谷は、湿原植生を造れる水質であったため、この地域に予想される湿原植生を発達させる方針となり、東の谷は、湿原植生を発達させにくい水質であったため、この地域には生育していない湿原植物の植栽や、貴重種などの保護を行う方針となった。造成に携わった岡山理科大学学長・教授波田善夫（植物生態学）は、「元々湿原が発達していない場所に作られたものとしては、本邦初の事例と思われる」と述べている。
湿生植物園は、人が管理する湿地であるため、建設当初は、多数のサギソウが1茎3花になったり、野生状態より花が大きいなど、富栄養化が懸念される事態や水量の不足など、多くのアクシデントが発生したという。2001年にはトキソウが増え、ハッチョウトンボが減ったと現状報告がなされている。

#### 多様な自然観察の場
「虫の原っぱ」は、里山環境の中にある原っぱであり、草原の昆虫や小魚、水生昆虫が観察できるエリアである。様々な昆虫が生息できるように草丈の異なる草原や池が配置された。このエリアにはキチョウ、オニヤンマ、メダカ他の生き物が観察できる。
「昆虫の森」は、森林性昆虫のエリアとされ、昆虫が生息できるような森を造ったり、樹液の出る木を植えており、主にクワガタムシやカブトムシ他の生き物が観察できる。
また、森には数多くの野鳥も集まる。「自然観察の森」や「野鳥の森」は、森林の成り立ちや変遷への理解（自然学習）と、野鳥が観察できるエリアとされ、「野鳥観察の森」ではコゲラ、カケス他の生き物が観察できる。

「野草園」や「水生植物園」は、野草や水生植物を育てるエリアとされる。センター棟の北側にある「野草園」では田んぼとその周辺の生き物が観察でき、センター棟の南側にある「水生植物園」ではカキツバタ、ショウブ が植えられ、スジエビ、モツゴ、クサガメ他が観察できる。エントランス広場からセンター棟への間にある「水鳥観察小屋」はカワセミやカイツブリ、カモ類他が見られる場所である。

## タンチョウ飼育
自然保護センターは設立以来、一貫してタンチョウ飼育に取り組む。

### 飼育の歴史
1991年11月1日の自然保護センター開所に合わせて、手狭になった後楽園より9羽のタンチョウをセンターに移動させ、飼育が始まる。増殖に取り組み、10年間に人工ふ化で20羽、自然ふ化で25羽繁殖させた。1992年5月、人工受精で「ケンタ」が誕生する。1993年4月20日、ケンタ、チヅルの2羽が帰巣目的の飛翔訓練の最中に、センターを飛び出し付近に“外泊”する。これをきっかけに、主任研究員の井口萬喜男（いのくちまきお）は他の飼育施設から意見を聴き、そして、野生復帰を視野に入れ、タンチョウを野外に放鳥しての調査（野外行動調査）を1994年から行い、1998年以後には1年間の放鳥調査も行う。飼育技術に目覚ましい成果を上げ、岡山県は「センターの研究成果は研究者の間で高く評価」されていると紹介。2002年に岡山県が「タンチョウ将来構想」を発表し、野生復帰させる生息地（の候補）を策定したが、それに伴い、その候補地での野外飼育を目指した行動調査を行う。

### コスチューム飼育
自然保護センターは日本で2例目のタンチョウ雛への「コスチューム飼育」を2001年から実践した。コスチューム飼育などについて、岡山県は「先駆的な飼育技術」と紹介している。タンチョウのコスチューム飼育とは、ヒナに接する飼育係が親鳥を模した格好をし、ヒナを人工飼育することである。職員はコスチューム姿で、ヒナの歩行訓練を日の出から日没まで毎日行うこともある。

### 北海道系と大陸系
自然保護センターは、タンチョウの種の保存の観点から、北海道系の生息域外保全措置、並びに各地へのジーンバンクとしての役割を担うため、日本固有とされている北海道系と中国大陸系の飼育数を維持し、両系統の種の保存に資することを目的としており、北海道系と大陸系の二系統のタンチョウを飼育し、更に、系統によるタンチョウの性質の違いを調べている。また、北海道系と中国大陸系の合いの子も飼育されており、この特質などの違いを調べてもいる。

### タンチョウの少子高齢
自然保護センター内には天敵がいないため、タンチョウの群れの平均年齢が18歳となり、人間に例えると団塊の世代に相当しており、また最高齢が36歳になるなど高齢化が進展し、その結果、センターの収容限界に近づいたため、ヒナの繁殖を諦めて頭数の調整を行っていることが、2013年に報道された。関係者は「将来、岡山にタンチョウがいなくなる危険がある」と語っている。

## 生き物
自然保護センターの里山はアカマツ林が中心で、アカマツやクロマツ、広葉樹（雑木林）で占められる。センター建設当初の植林は、ポット苗による常緑樹植栽であり、主に九州産のシイやシラカシ・アラカシを中心に、部分的にコナラ・ヒサカキ・ヤブムラサキを植樹していた。しかし、センター周辺の地域では、シイやシラカシの自然分布は無いため、やがてそれらは枯死して減り、代わりにアカマツが点々と侵入している。これについて波田善夫（岡山理科大学・学長）は、「まばらなアカマツの生育する林相になる」と予想している。
- 両生類 - 湿生植物園、小池、草原などで、トノサマガエルやアカハライモリ、カスミサンショウウオ[49] など[9][50]。
- 爬虫類 - 水生植物園のクサガメをはじめとして、カナヘビ、ニホントカゲ、アオダイショウ、シマヘビ、マムシ、ヤマカガシ、シロマダラなど[9][51]。
- 鳥類 - 夏鳥にキビタキやオオルリなど。留鳥にメジロ、ウグイスなど。冬鳥にジョウビタキ、シロハラ、ルリビタキなどや、“田尻大池”にカルガモ、マガモなど[9]。センター内で繁殖が確認されたものは、カイツブリ、コゲラ、セグロセキレイ、ヒヨドリ、モズ、ウグイス、エナガ、シジュウカラ、メジロ、ホオジロなど[52]。
- 哺乳類 - シカ、イノシシなど大型哺乳類は、糞、ぬた場、食害跡などの痕跡が確認されている。ネズミ類やイタチ類、ノウサギなどの小型の哺乳類やキツネも痕跡で生息が確認されている[9]。
- 昆虫類 - 虫の原っぱや昆虫の森などに見られる昆虫類は、草原性昆虫にバッタやコオロギなど、水辺の昆虫にヘイケボタル、ミズスマシ、ゲンゴロウ類など[53]、森林性昆虫にカブトムシやクワガタムシ、ジャノメチョウなど[9]。谷間に見られる昆虫類は、夏のハッチョウトンボに代表されるトンボの仲間で[9]、岡山県内に生息する94種のトンボのうち、約3分の2にあたる62種が記録されている（2013年4月現在）[54]。
- 魚類 - ドジョウ、ナガレホトケドジョウ、メダカ、カワムツ、モツゴ、ドンコ、トウヨシノボリなど[53]。
- 底生動物 - 昆虫の森の細流の源流部にナミウズムシ[53]。同じく細流の源流部にヨコエビ、池にスジエビ、モクズガニ[53]。貝類はカワネジガイ、オオタニシ、ヒメモノアラガイ、ドブシジミなど[53]。
- 植物 - 植物は多種見られる[55][56]。サギソウ[57]、トキソウ[58]、サワギキョウ[59]、ササユリ[60]、ミツガシワ[61]、リュウキンカ[61]、ヒシモドキ[62]、ビッチュウフウロ[63]、オグラセンノウ[64]、ミズアオイ[65]、アケボノソウ[66] などがしられる。
- きのこ - 多種のキノコが見られ、主な観察シーズンは梅雨の頃と秋となる[67]。自然保護センターの里山は元々は“マツタケ山”とされており[68]、“シロ”が残る[69]。

## 岡山県のタンチョウ飼育施設

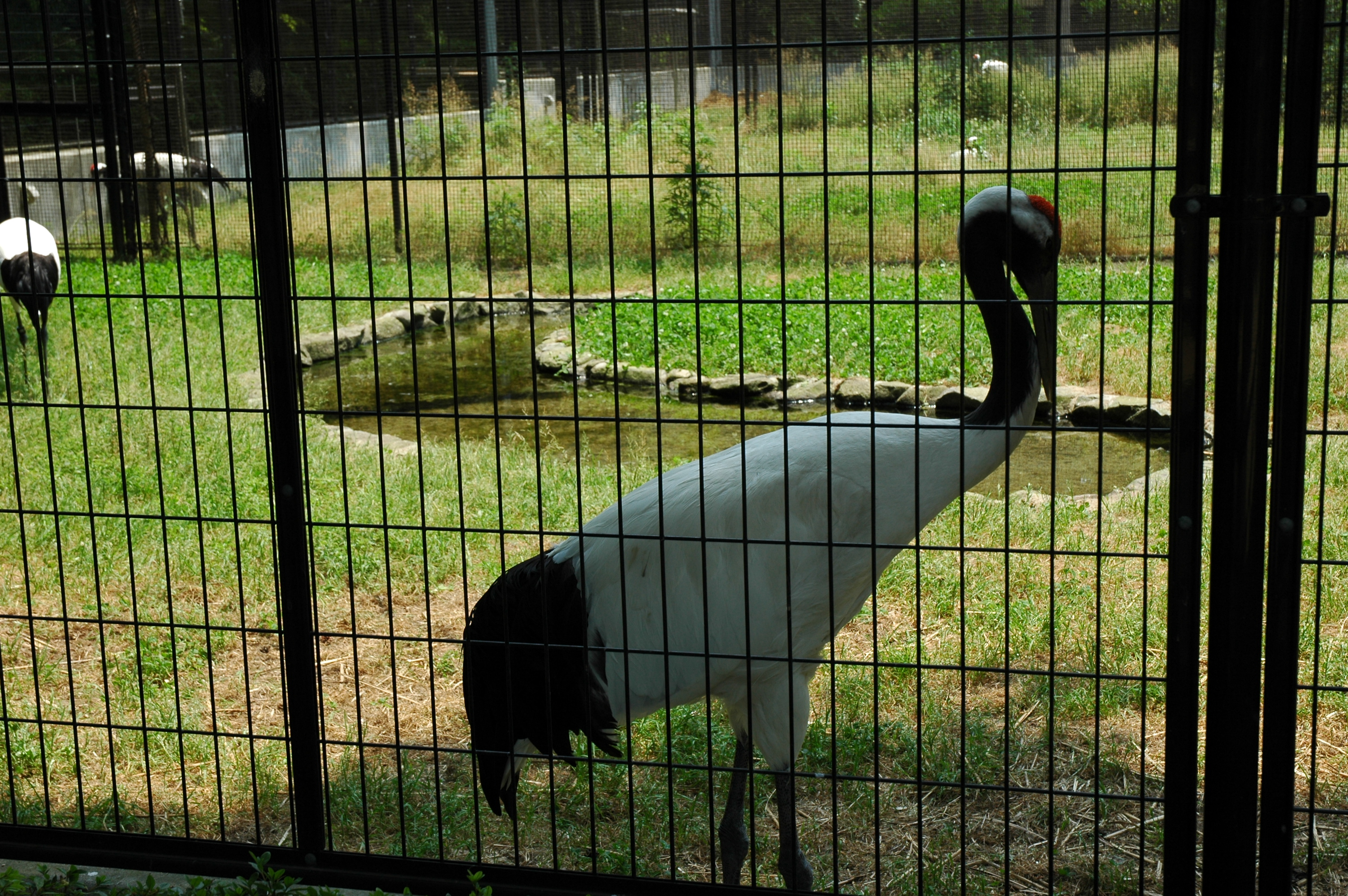
後楽園のタンチョウの鶴舎

岡山県の後楽園では丹頂鶴の飼育が江戸時代から行われる。第二次世界大戦の前後に一時途絶えるが、戦後復活した。更に21世紀初頭、岡山県に野生のタンチョウを復活させ、タンチョウの里にする取り組みが行われる。
岡山県のタンチョウ飼育施設は、後楽園や自然保護センター以外にも、きびじつるの里（総社市）、蒜山タンチョウの里（真庭市）、赤坂タンチョウセンター（赤磐市）に分散している。岡山県はタンチョウ全飼育数が62羽である（2013年3月現在）。